# Joshua Bell

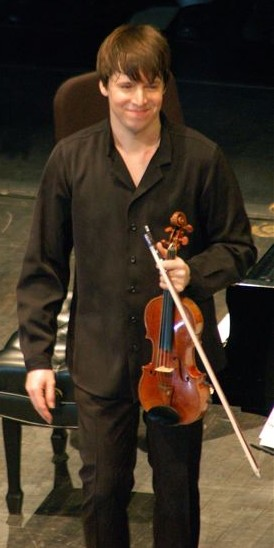
Bell in 2008

Joshua David Bell (Bloomington, Indiana, 9 december 1967) is een Amerikaans violist.

## Kinderjaren
Joshua Bell is de zoon van een psycholoog; zijn vader is Alan P. Bell, Ph.D., professor emeritus van de Universiteit van Indiana in Bloomington, een voormalig onderzoeker aan het Kinsey Institute for Research in Sex, Gender and Reproduction.
Bell kreeg vanaf zijn vierde jaar vioolles, nadat zijn moeder had ontdekt dat haar zoon elastiekjes over de handgrepen van zijn ladekast had gespannen om muziek die hij haar op de piano hoorde spelen te kunnen "naspelen". Joshua hield ervan viool te spelen, maar had verder een normaal leven als kind, speelde videospelletjes, tennis en deed aan bowling. Hij kreeg les van Mimi Zweig, en later van Josef Gingold. Op veertienjarige leeftijd trad Joshua Bell op met het Philadelphia Orchestra onder leiding van Riccardo Muti. Hij studeerde viool aan de Jacobs School of Music, onderdeel van de Universiteit van Indiana.

## Carrière
Joshua Bell maakte zijn debuut in Carnegie Hall in 1985 met het Saint Louis Symphony Orchestra. Hij had inmiddels al opgetreden met een aantal van de belangrijkste orkesten uit de hele wereld. Hij heeft een aantal hedendaagse werken uitgevoerd: Nicholas Maws vioolconcert is aan hem opgedragen, en met de opname ervan won hij een Grammy Award. Ook voerde hij het solo deel uit van John Corigliano's soundtrack (die een Oscar won) voor de film The Red Violin. Zijn opname van het vioolconcert van John Adams kreeg overal lovende kritieken.
Bells instrument is een 300 jaar oude Stradivarius genaamd Gibson ex Huberman, die gemaakt is in 1713, in een periode die bekendstaat als Antonio Stradivari's "gouden periode." Al tweemaal werd deze viool gestolen, toen die nog in het bezit was van de vorige eigenaar, Bronislaw Huberman. Bells eerste opname met de viool, waarvan de waarde geschat wordt op zo’n vier miljoen dollar, is Romance of the Violin, in 2003. Er werden meer dan 5 000 000 exemplaren van verkocht.
Bell is verbonden aan het Saint Paul Chamber Orchestra (vanaf het muziekseizoen 2004–2005) en geeft onderricht aan de Royal Academy of Music in Londen. En is verder adjunct associé professor aan het Massachusetts Institute of Technology.
In een bijzonder experiment heeft hij als straatmuzikant gespeeld, vermomd met honkbalpet, bij het metrostation L'Enfant Plaza in Washington, D.C. op 12 januari 2007. Het experiment werd met een verborgen camera op videofilm vastgelegd: van de 1097 mensen die voorbij liepen was er maar één die hem herkende, en slechts een paar mensen stopten om te luisteren. Voor zijn optreden van drie kwartier kreeg Bell $32,17 (uitgezonderd de $20 die hij kreeg van de persoon die hem herkende).
Op 8 april 2007 werd bekendgemaakt dat Bell de Avery Fisher Prize had gewonnen, een van de meest prestigieuze muziekprijzen in Amerika, die alleen wordt uitgereikt voor uitzonderlijke prestaties. De prijs werd op 10 april van dat jaar uitgereikt in het Lincoln Center.
Sinds mei 2007 geeft hij les aan de Jacobs School of Music, faculteit van de universiteit van Indiana.